# Conchoecilla
Conchoecilla is een geslacht van kreeftachtigen uit de klasse van de Ostracoda (mosselkreeftjes).

## Soorten
- Conchoecilla chuni (Müller, G.W., 1906)
- Conchoecilla daphnoides Claus, 1890
- Conchoecilla elongata (Müller, G.W., 1906)